# ۱-پنتانول
۱-پنتانول (به انگلیسی: 1-Pentanol) یک ترکیب شیمیایی با شناسه پاب‌کم ۶۲۷۶ است.این ماده به عنوان کاتالیزر ساخت بمب خمیری عمل میکند و بسیار آتش زا است.